# Gerard (kardynał S. Stefano)
Gerard (zm. 1158) – kardynał prezbiter Santo Stefano al Monte Celio od marca 1151, z nominacji papieża Eugeniusza III. Uczestnik papieskich elekcji w lipcu 1153 i grudniu 1154. Podpisywał bulle papieskie między 30 marca 1151 a 21 lipca 1158; niedługo po tej ostatniej dacie zmarł.
Okoliczności jego nominacji kardynalskiej opisał angielski kronikarz Jan z Salisbury w swoim dziele Historia Pontificalis.